# El Ronquillo
El Ronquillo es un municipio español de la provincia de Sevilla, Andalucía, situado en la Sierra Norte de la provincia. En el año 2016 contaba con 1.397 habitantes (INE, 2016). Su extensión superficial es de 76 km² y tiene una densidad de 18,62 hab/km². Sus coordenadas geográficas son 37° 43′ N, 6° 10′ O. 

## Geografía
Integrado en la comarca de Sierra Norte de Sevilla, se sitúa a 48 kilómetros de la capital provincial. El término municipal está atravesado por la Autovía Ruta de la Plata (A-66) y por la carretera nacional N-630, entre los pK 758-770 y 773-775. 
| Noroeste: Zufre (Huelva)                           | Norte: Santa Olalla del Cala (Huelva) | Nordeste: Almadén de la Plata     |
| Oeste: Zufre (Huelva) y El Castillo de las Guardas |                                       | Este: Castilblanco de los Arroyos |
| Suroeste: El Castillo de las Guardas               | Sur: El Garrobo                       | Sureste: Guillena                 |

El Ronquillo se encuentra situado en las estribaciones de Sierra Morena. El término municipal se encuentra delimitado por los cauces permanentes de los ríos Rivera de Huelva por el oeste, y su afluente Rivera de Cala por el este. El embalse de la Minilla embalsa el agua del primero y el embalse de Cala el del segundo. La altitud oscila entre los 515 metros al norte y los 120 metros al sur, a orillas de Rivera de Cala. El pueblo se alza a 334 metros sobre el nivel del mar.  

## Geografía humana

### Demografía
Cuenta con una población de 1439 habitantes (INE 2024).
| Gráfica de evolución demográfica de El Ronquillo entre 1842 y 2021                                                    |
| |
| Población de derecho según los censos de población del INE. Población de hecho según los censos de población del INE. |

| 1,419                     | 1,437 | 1,437 | 1,421 | 1,394 | 1,349 | 1,360 | 1,370 | 1,381 | 1,392 |
| (Fuente: INE [Consultar]) |       |       |       |       |       |       |       |       |       |

### Economía

#### Evolución de la deuda viva municipal
| Gráfica de evolución de Deuda viva del Ayuntamiento de Ronquillo (El) entre 2008 y 2019                                |
| |
| Deuda viva del Ayuntamiento de Ronquillo (El) en miles de Euros según datos del Ministerio de Hacienda y Ad. Públicas. |

## Turismo
La pesca y una gran cantidad de deportes náuticos tienen cabida para los amantes de estas actividades. Los Lagos del Serrano cuya entrada se realiza por la Ctra. Ronquillo - Embalse de Cala se presenta idóneo para todo aquel que quiera practicar estos deportes. Si lo que busca es tranquilidad y soledad, el Embalse de La Minilla es su lugar. 
La caza es otro de los deportes con más arraigo en la zona, dentro de nuestros cotos se pueden encontrar perdices, conejos, venados, jabalíes, palomas...
En cuanto a deportes de aventura, el municipio dispone de rutas en Mountain-bike. A todo esto hay que unirle una gran variedad de deportes tradicionales en pistas deportivas, el fútbol es uno de los deportes más populares de la localidad. En definitiva, una gran variedad de deportes en pleno contacto con la naturaleza.

### Monumentos
- La Ermita de Ntra. Sra. De Gracia, ubicada entre pinos centenarios, en su interior se conserva una imagen del siglo XVI que mide apenas 22 cm.
- Parroquia del Divino Salvador, construida durante el reinado de Felipe III, siglo XVII.